# Limnophila subguttularis
Limnophila subguttularis är en tvåvingeart som beskrevs av Alexander 1932. Limnophila subguttularis ingår i släktet Limnophila och familjen småharkrankar. Inga underarter finns listade i Catalogue of Life.